# East Middlebury
East Middlebury es un lugar designado por el censo ubicado en el condado de Addison en el estado estadounidense de Vermont. En el año 2010 tenía una población de 425 habitantes.

## Geografía
East Middlebury se encuentra ubicado en las coordenadas 43°58′32″N 73°6′14.87″O / 43.97556, -73.1041306.